# Iophon tubiforme
Iophon tubiforme är en svampdjursart som beskrevs av Desqueyroux-Faúndez och van Soest 1996. Iophon tubiforme ingår i släktet Iophon och familjen Acarnidae.
Artens utbredningsområde är havet utanför Chile. Inga underarter finns listade i Catalogue of Life.